# Pousse de soja

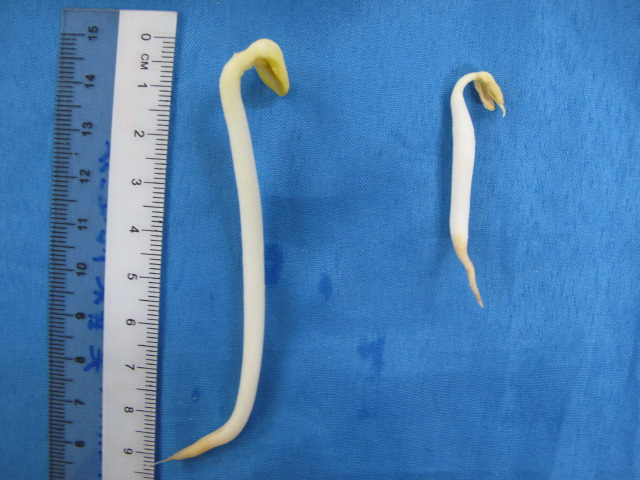
Germe de soja à gauche et germe de mungo, souvent appelé « pousse de soja », à droite.

Les pousses de soja sont des graines de soja jaune germées. Elles sont utilisées dans la cuisine coréenne, où elles sont appelées kongnamul (coréen : 콩나물), et dans la cuisine chinoise.
Il ne faut pas confondre ces pousses avec les pousses de haricot mungo, appelées par erreur « pousses de soja » en Europe, car le mungo est parfois considéré, par erreur également, comme un soja vert. Les pousses que l'on trouve en cuisine vietnamienne dans un rouleau de printemps ou dans une soupe phở sont des pousses de haricot mungo.
En chinois, on appelle pois jaune (黄豆, huángdòu) le soja et pois vert (绿豆, lǜdòu) le mungo.

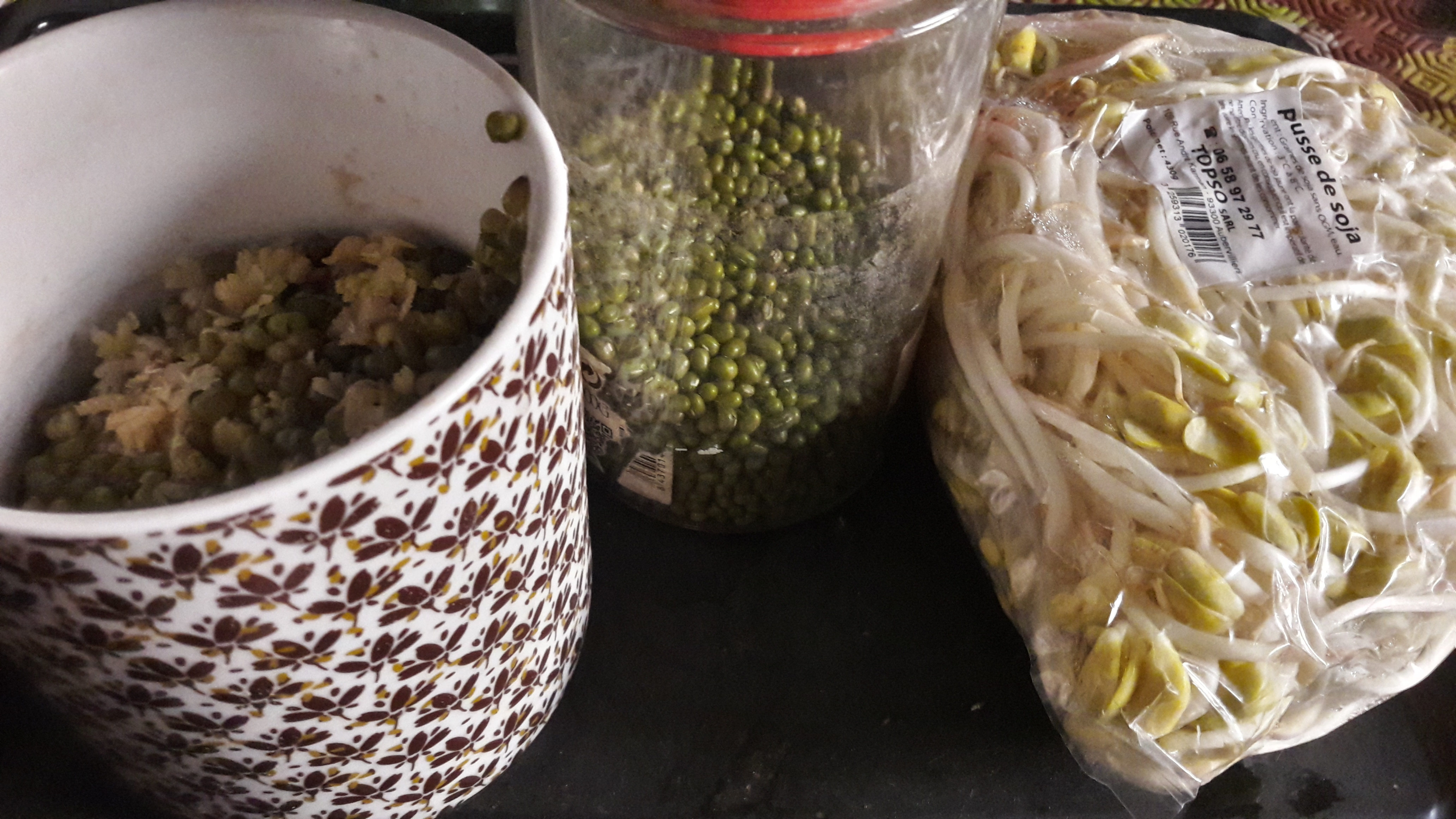
Soupe de mungo, mungos secs et pousses de soja jaune, tels qu'utilisés en cuisine chinoise.
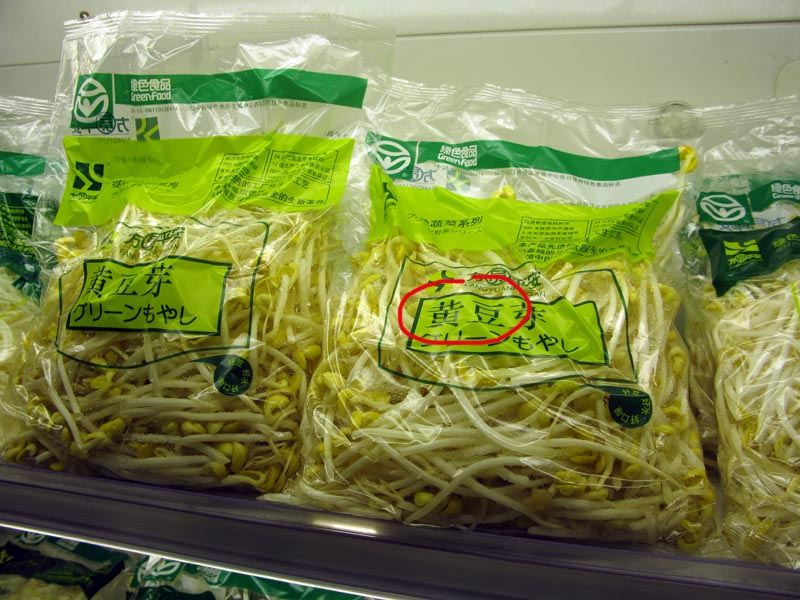
Sacs indiquant bien « germes de soja » (黄豆芽, littéralement : « germe de pois jaune »), les mungos sont appelés (绿豆芽, littéralement : « germe de pois vert »).
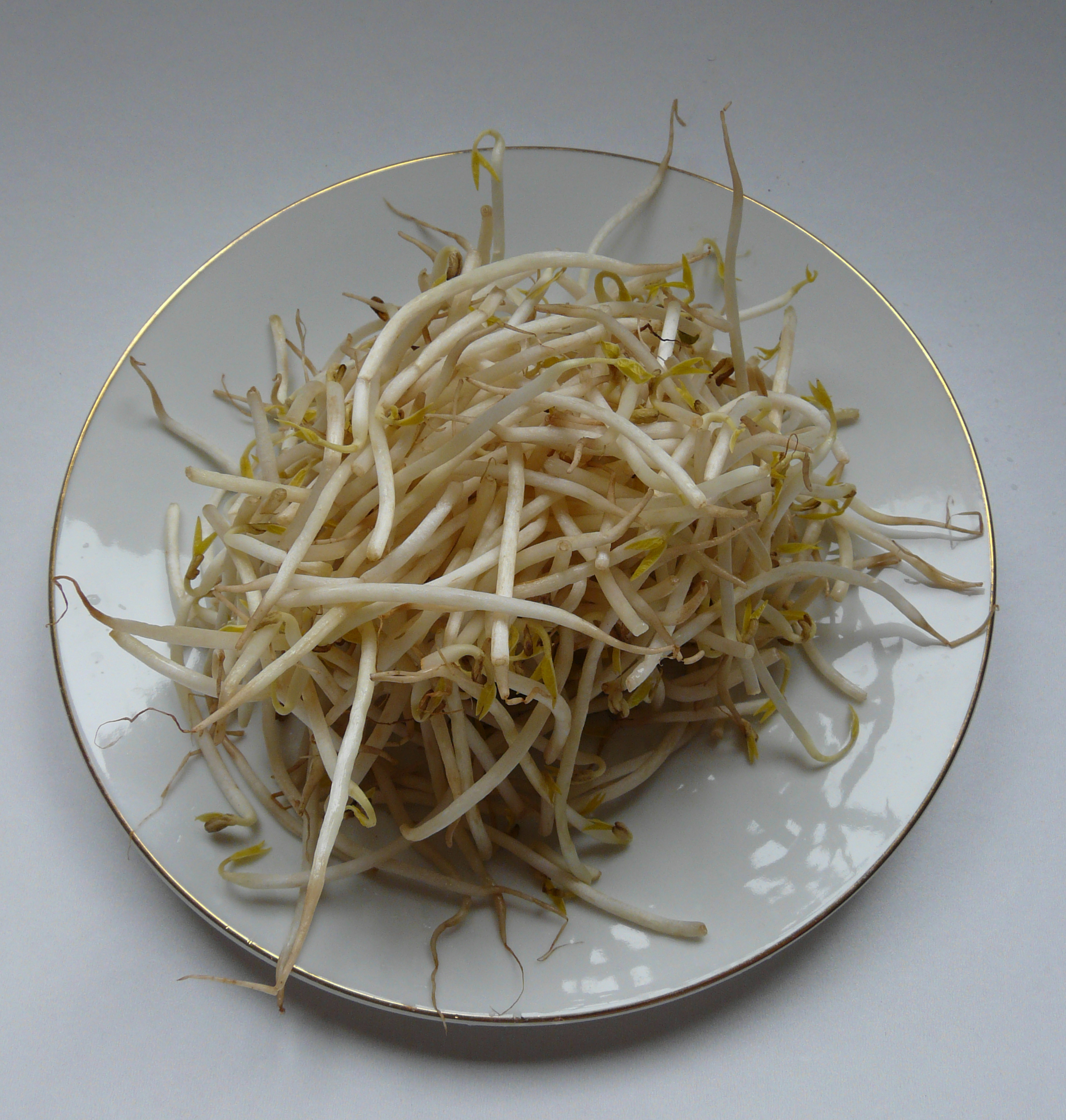
Pousses de mungo ayant perdu leur fraîcheur, les graines deviennent alors marron.